# ラケウデン・リスティ教会
ラケウデン・リスティ教会（ラケウデン リスティきょうかい、フィンランド語: Lakeuden Risti）は、フィンランドのセイナヨキにある教会堂である。セイナヨキの教会 (Church Seinäjoki) とも。
ラケウデン・リスティ教会は、セイナヨキにある建築群、アールトセンターを構成する建物の1つである。
1951年、建築家アルヴァ・アールトは、セイナヨキの町によって開催された、教会の設計者を募る建築コンペティションに参加した。45に上る設計案が集められた中で、コンペティションの審査委員会の見解によると、アールトによる「ラケウクシエン・リスティ」 (Lakeuksien Risti) という名の設計案が最も優れていた。
教会は、1957年に着工され、1960年に完成した。教会の床面積は、1600平方メートル強である。ホールは、大聖堂の形が取られており、47メートルの長さをもつ他、1200の席がある。
祭壇に近づくほど通路が狭く、床が低くなっており、後ろの方が床がおよそ60センチメートル高くなっている。祭壇部分の床や祭壇、説教壇には、灰色と白色のイタリア製の大理石が用いられている。祭壇布は、エッレン・アラカントというセイナヨキ出身のテキスタイルデザイナーが手がけたものである。
建物の側面には、細長い形状の窓が規則的に並んでいる。時計塔は、65メートルの高さをもち、塔の足元には、アールトのデザインによる彫刻作品「泉にいる鳩」がある。
教会の北側には、小規模な礼拝堂が設けられており、窓に描かれた「南ポフヤンマーの小川」というタイトルの絵は、アールトによるものである。